# 棉冠獠狨
棉冠獠狨（Saguinus geoffroyi），又名斑柽柳猴、斑狨或戈氏狨，是一種黑白色的檉柳猴屬，頭頂上有紅毛。牠們分佈在巴拿馬及哥倫比亞。一些學者看牠們為絨頂檉柳猴的亞種，但牠們應該是獨立的物種。

## 特徵
棉冠獠狨體型細小，長約22-24厘米，尾巴長31-38厘米。雄狨重486克，雌狨較大，重約507克。牠們背部的毛皮是黑色及黃色交雜，四肢及胸部較淡色。面部接近無毛，頭頂上有呈三角形的紅毛。尾巴呈紅褐色，尖端黑色。

## 棲息地
棉冠獠狨棲息在多種森林內，包括原生林及次生林，乾旱及潮濕的熱帶森林。牠們分佈在巴拿馬中部及東部，西至巴拿馬運河地區。在大西洋海岸的數量較在太平洋海岸的為少，在大西洋海岸最多是分佈在運河區。在哥倫比亞，牠們分佈在安地斯山脈以西及聖幻河以南。有指牠們分佈東臨阿特拉托河，但後來發現應為更東的地方，包括奧奎迪亞斯。一些較舊的文獻指牠們也分佈在哥斯達黎加，但現已一般相信是錯誤的。

## 行為
棉冠獠狨是日間活動及棲於樹上的。牠們有時會走到地上。牠們的群族一般介乎3-9個成員，最普遍是3-5個。群族在某程度上會保護領地。在巴拿馬的巴洛科羅拉多島上，每平方公里約有3.6-5.7隻棉冠獠狨，但在其他地區每平方公里則可以有20-30隻。牠們的領地介乎9.4-32公頃。

## 食性
棉冠獠狨是雜食性的，會吃果實、昆蟲、樹汁及植物。不同的季節食性也跟著改變。牠們的齒列不像其他的狨般可以割開樹皮，牠們只會在樹汁流出來時才會吃。牠們會從花朵及樹孔中喝水。

## 繁殖
棉冠獠狨全年也可以繁殖，高峰期是在4月及6月間。每胎最多可產兩子，而其中一子很多時都會在出生後頭幾個月消失。妊娠期相信約為145日，與絨頂檉柳猴相若。間隔期介乎154-540日，平均為311日。間隔時間越長，出現雙子的機會越高。幼狨重約40-50克，出生時就已長滿毛。幼狨的毛色與父母的有別，身體及尾巴呈黑色，面部呈白色。
棉冠獠狨是一妻多夫制或一夫多妻制的，雄性主要負責照顧幼狨。雄性會較多時間帶著幼狨，而雌性則會用較多時間清潔幼狨。較年長的也會幫忙照顧。幼狨到了2-5個星期大就可以自己行動，到了4-7個星期就會吃固體的食物。幼狨長到10-18個星期就可以獨立，兩歲達至性成熟，最長可存活到13歲。

## 發聲
棉冠獠狨有多種的叫聲，包括哨音、格格聲、顫音、尖叫、噴嚏聲及長刺耳聲。

## 保育狀況
棉冠獠狨現被世界自然保護聯盟列為無危。不過在一些地區，牠們因失去棲息地而有下降的情況。在巴拿馬，牠們有時會被捕獵來作為寵物貿易。牠們現正受到《瀕危野生動植物種國際貿易公約》附錄一的保護。